# Jay Jay French
Jay Jay French (rođen John French Segall, New York, 20. srpnja 1952.), američki je gitarist, glazbeni menadžer i producent. French je najpoznatiji po ulozi utemeljitelja i jedan od gitarista glam metal sastava Twisted Sister. Kao strastveni trkač, French je završio dva New York maratona, 1981. i 1986. godine. Od svojih prvih nastupa s Twisted Sisterom, Jay Jay French je odigrao više od 9000 koncerata.

## Diskografija
Podrobniji članak o temi: Diskografija Twisted Sistera
- Under the Blade (1982.)
- You Can't Stop Rock 'n' Roll (1983.)
- Stay Hungry (1984)
- Come Out and Play (1985.)
- Love Is for Suckers (1987.)
- Still Hungry (2004.)
- A Twisted Christmas (2006.)

## Vanjske poveznice
- IMDb  Jay Jay French na IMDb-u ((en))
- Službena stranica